# Хияйнен, Лев Петрович
Лев Петрович Хияйнен (8 декабря 1910, Санкт-Петербург — 12 июня 1999, Санкт-Петербург) — советский морской офицер-подводник, контр-адмирал (1954). Командир подводных сил Тихоокеанского флота (1956—1960). Начальник Кафедры тактики подводных лодок Военно-морской академии. Кандидат военно-морских наук, доцент.

## Биография
Родился 8 декабря 1910 года в Санкт-Петербурге.
В РККФ с 1928 года. Закончил параллельные курсы ВМУ им. М. В. Фрунзе (10.1928— 10.1931). Помощник штурмана подводной лодки «Товарищ» (10.1931-6.1932).
Закончил минный сектор СККС ВМС РККА (6-12.1932). Командир БЧ-1 подводной лодки «Фрунзовец» МСБМ (12.1932-11.1933). Командир БЧ-1 подводной лодки Щ-11 «Карась» (10.1933-9.1934), командир БЧ-1 подводной лодки «Щ-111» МСДВ (9.1934-1.1935).
Закончил Класс подводного плавания Тихоокеанского флота (1-4.1935) с присвоением звания «подводник». Командир подводной лодки «М-11» (4.1935-1.1938), подводной лодки «Щ-116» (1-7.1938) 1-й бригады ПЛ Тихоокеанского флота.
В июле 1938 года уволен с флота в запас в связи с финским происхождение. Приказом наркома ВМФ № 0704 от 14.07.1938 капитан-лейтенант Хияйнен уволен из РККФ по статье 43 пункт «б», то есть в аттестационном порядке по служебному несоответствию. Избежал дальнейших репрессий, восстановлен в кадре флота. 4 октября 1938 нарком ВМФ командарм 1-го ранга Фриновский М. П. подписал приказ № 01060, которым пункт приказа об увольнении Хияйнена был отменён и „капитан-лейтенант запаса Хияйнен Л.П. назначен командиром ПЛ Щ-211 1-й БПЛ ЧФ“.
На Черноморском флоте. Командир подводной лодки «Щ-211» (10.1938-3.1939), подводной лодки «Щ-207» (3.1939-10.1939). Член ВКП(б) с 1939 года. Командир 33-го дивизиона 3-й бригады подводных лодок Черноморского флота (10.1939-12.1940). С 29 марта 1940 года капитан 3-го ранга. Закончил один курс командного факультета Военно-морской академии им. К. Е. Ворошилова (12.1940-11.1941).

### Великая Отечественная война
Участник Великой Отечественной войны на Черноморском театре. Старший помощник начальника оперативного отдела по морской части штаба Закавказского фронта (11-12.1941). Командир 8-го дивизиона Бригады подводных лодок Черноморского флота (12.1941-9.1942), участвовал в боевых походах (20,1 суток) на подводных лодках «М-118» и «М-120». Командир 5-го дивизиона (9-11.1942), 3-го дивизиона (11.1942-4.1943) Бригады подводных лодок Черноморского флота. Всего 3 боевых похода (28,9 суток) выходил на подводных лодках дивизионов во время войны в качестве обеспечивающего у молодых командиров.
Его подчинённый, впоследствии Герой Советского Союза, Я. К. Иоселиани писал о событиях июня 1942: «За свою службу во флоте я вторично попал в подчинение ко Льву Петровичу Хияйнену… С подчиненными Хияйнен был вежлив и мягок, со всеми умел поддерживать простые, товарищеские отношения. Но в то же время в вопросах службы он был строг и требователен. Не помню случая, чтобы он когда-нибудь отдавал приказание повышенным тоном, однако все его распоряжения исполнялись точно и ревностно. В часы, отдыха Лев Петрович был веселым, остроумным человеком и желанным собеседником… …Хияйнен не часто хвалил офицеров, но и зря никогда не ругал. Прежде чем высказать свое мнение о том или ином офицере, он тщательно его изучал, и его характеристики были всегда содержательны и справедливы».
Начальник 1-го отделения (подготовки ПЛ) (4.1943-12.1944).
Заместитель начальника (12.1944 — 2.1946), ВРИО начальника (3—8.1945) Отдела подводного плавания Черноморского флота. После расформирования отдела командир отдельного учебного Дивизиона ПЛ (2.1946-11.1947).
Командир Севастопольского краснознамённого дивизиона ПЛ (11.1947-5.1951). В 1949 году консультировал художественный фильм Киевской киностудии «В мирные дни» мастера морской тематики, режиссёра В. А. Брауна, где на съёмках были задействованы подводные лодки ЧФ.
В 1950 году отмечен в приказе Военно-морского министра СССР по результатам торпедных стрельб и награждён призом.
Начальник штаба 21-й дивизии ПЛ Черноморского флота (5.1951-12.1954). Контр-адмирал (31 мая 1954).
Командир 40-й дивизии подводных лодок Тихоокеанского флота (12.1954-6.1956). Начальник штаба — 1-й заместитель командира подводными силами Тихоокеанского флота (6-7.1956), командир подводных сил Тихоокеанского флота (7.1956-7.1960).
Контр-адмирал А. Т. Штыров, первый заместитель начальника разведки ТОФ, так характеризовал Л. П. Хияйнена: «В подводной среде имел прозвище „Папа Хи“. Суров. Гроза подводников, особо чувствующих за собой тайные слабинки. Небрежений к службе и подводным кораблям не прощал. Всевозможные проверки начинал с личного „прополза на пузе“ с переноской в руке трюмов и выгородок подводных лодок; при малейших упущениях не принимал никаких докладов и доводов. Главный идеолог и практик внедрения на флоте методов группового боевого использования дизельных ПЛ в завесах и тактических группах. Идеи эти не получили развития и воплощения только потому, что опередили своё время».
Кандидат военно-морских наук (1964), доцент (1962). Начальник Кафедры тактики подводных лодок Командного факультета Военно-морской академии в Ленинграде (7.1960-1.1969). С января 1969 года в запасе.
С апреля 1969 по 1989 год старший научный сотрудник Ленинградского НПО «Океанприбор» с функциями руководителя заводских испытаний новой гидроакустической аппаратуры на подводных лодках Северного и Тихоокеанского флота. Последний выход в море провёл в конце 1989 года на испытаниях АПЛ К-480 проекта 971.
Умер 12 июня 1999 года в Санкт-Петербурге. Похоронен на Серафимовском кладбище Санкт-Петербурга.

## Семья
- сын Хияйнен Владимир Львович - морской офицер-подводник.

- Дочь Громковская Лидия Львовна (в девичестве Хияйнен, по разводе родителей Банина), 04.06.1933 - 12.12.1994. Востоковед, культуролог и филолог. Была замужем за Громковским Владимиром Васильевичем, затем за Васильевым Герардом Вячеславовичем.
- Внук Громковский Владимир Владимирович, 1957
- Внучка Хияйнен Ольга Владимировна
- Правнук Громковский Андрей Владимирович, 1983

## Награды
- орден Красного Знамени (1942),
- орден Красной Звезды (1944),
- орден Отечественной войны I степени (1945),
- орден Красного Знамени (1949),
- орден Ленина (1954),
- орден Красного Знамени (1956),
- орден Отечественной войны I степени (1985),
- медали[1][2].